# STS-86
La STS-86 è una missione spaziale del Programma Space Shuttle.
La missione ha visto come obiettivo l'aggancio alla stazione spaziale Mir.

## Parametri della missione
- Massa:
  - Navetta al lancio con carico utile: 114.185 kg
  - Carico utile: 8.375 kg
- Perigeo: 354 km
- Apogeo: 381 km
- Inclinazione orbitale: 51.6°
- Periodo orbitale: 91.9 min

### 7° aggancio con la Mir
- Aggancio: settembre 27, 1997, 19:58 UTC
- Sgancio: ottobre 3, 1997, 17:28:15 UTC
- Tempo di aggancio: 5 giorni, 21 h, 30 min, 15 s

### Camminate spaziali
- Parazynski e Titov  - EVA 1
- Inizio EVA 1: ottobre 1, 1997 - 17:29 UTC
- Fine EVA 1: ottobre 1 - 22:30 UTC
- Durata: 5 ore, 01 minuto